# Comment le cancer m'a fait aimer la télé et les mots croisés

Comment le cancer m'a fait aimer la télé et les mots croisés est une bande dessinée autobiographique de Miriam Engelberg publiée en 2007, dans laquelle l'auteure dépeint avec un humour noir son quotidien de malade atteinte du cancer du sein. 

## Référence
- Miriam Engelberg, Comment le cancer m'a fait aimer la télé et les mots croisés : journal autobiographique en bande dessinée, Paris, Delcourt, 14 février 2007, 123 p. (ISBN 978-2-7560-0748-9 et 2-7560-0748-X)

## Source
- evene.fr